# Rogowo (gmina w powiecie rypińskim)
Rogowo – gmina wiejska w Polsce położona w województwie kujawsko-pomorskim, w powiecie rypińskim. W latach 1975–1998 gmina administracyjnie należała do województwa włocławskiego.
Siedzibą gminy jest Rogowo.
W województwie kujawsko-pomorskim obecnie są dwie gminy o nazwie Rogowo – druga znajduje się w powiecie żnińskim.
Według danych z 31 grudnia 2013 gminę zamieszkiwało 4857 osób.

## Historia
Gmina Rogowo powstała w 1867 roku w powiecie rypińskim w guberni płockiej. W okresie międzywojennym gmina Rogowo należała do powiatu rypińskiego w woj. warszawskim. Siedzibą gminy było Rogowo. W 1933 roku gminę podzielono na 19 gromad. 31 marca 1938 z gminy Szczutowo wyłączono gromady Blinno i Podlesie, włączając je do gminy Gójsk w powiecie sierpeckim w tymże województwie. 1 kwietnia 1938 roku gminę Rogowo wraz z całym powiatem rypińskim przeniesiono do woj. pomorskiego.
Podczas II wojny światowej gminę włączono do nowej Rzeszy i nazwano Ragau.
Po wojnie, dekretem PKWN z 21 sierpnia 1944 o trybie powołania władz administracji ogólnej I-ej i II-ej instancji, uchylono wszelki zmiany w podziale administracyjnym państwa wprowadzone przez okupanta (Art. 11). Gmina Rogowo weszła w skład terytorialnie zmienionego woj. pomorskiego, przemianowanego 6 lipca 1950 na woj. bydgoskie. Według stanu z 1 lipca 1952 roku gmina Rogowo składała się z 17 gromad. Gmina została zniesiona 29 września 1954 roku wraz z reformą wprowadzającą gromady w miejsce gmin.
Gminę Rogowo reaktywowano ponownie 1 stycznia 1973 (w powiecie rypińskim), w związku z kolejną reformą administracyjną.

## Struktura powierzchni
Według danych z roku 2002 gmina Rogowo ma obszar 139,8 km², w tym:
- użytki rolne: 62%
- użytki leśne: 26%

Gmina stanowi 23,81% powierzchni powiatu.

## Demografia

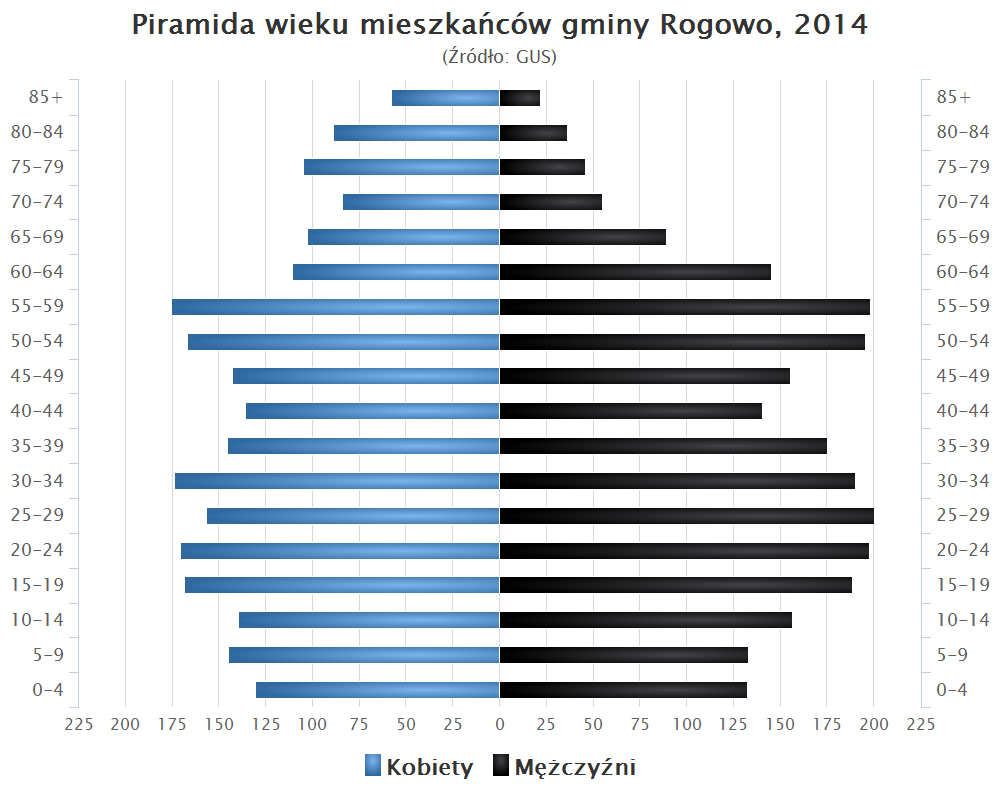
Piramida wieku mieszkańców gminy Rogowo w 2014 roku

Dane z 31 grudnia 2013:
| Opis                              | Ogółem | Ogółem | Kobiety | Kobiety | Mężczyźni | Mężczyźni |
| --------------------------------- | ------ | ------ | ------- | ------- | --------- | --------- |
| jednostka                         | osób   | %      | osób    | %       | osób      | %         |
| populacja                         | 4857   | 100    | 2405    | 49,5    | 2452      | 50,5      |
| gęstość zaludnienia (mieszk./km²) | 34,7   | 34,7   | 17,2    | 17,2    | 17,5      | 17,5      |

## Zabytki

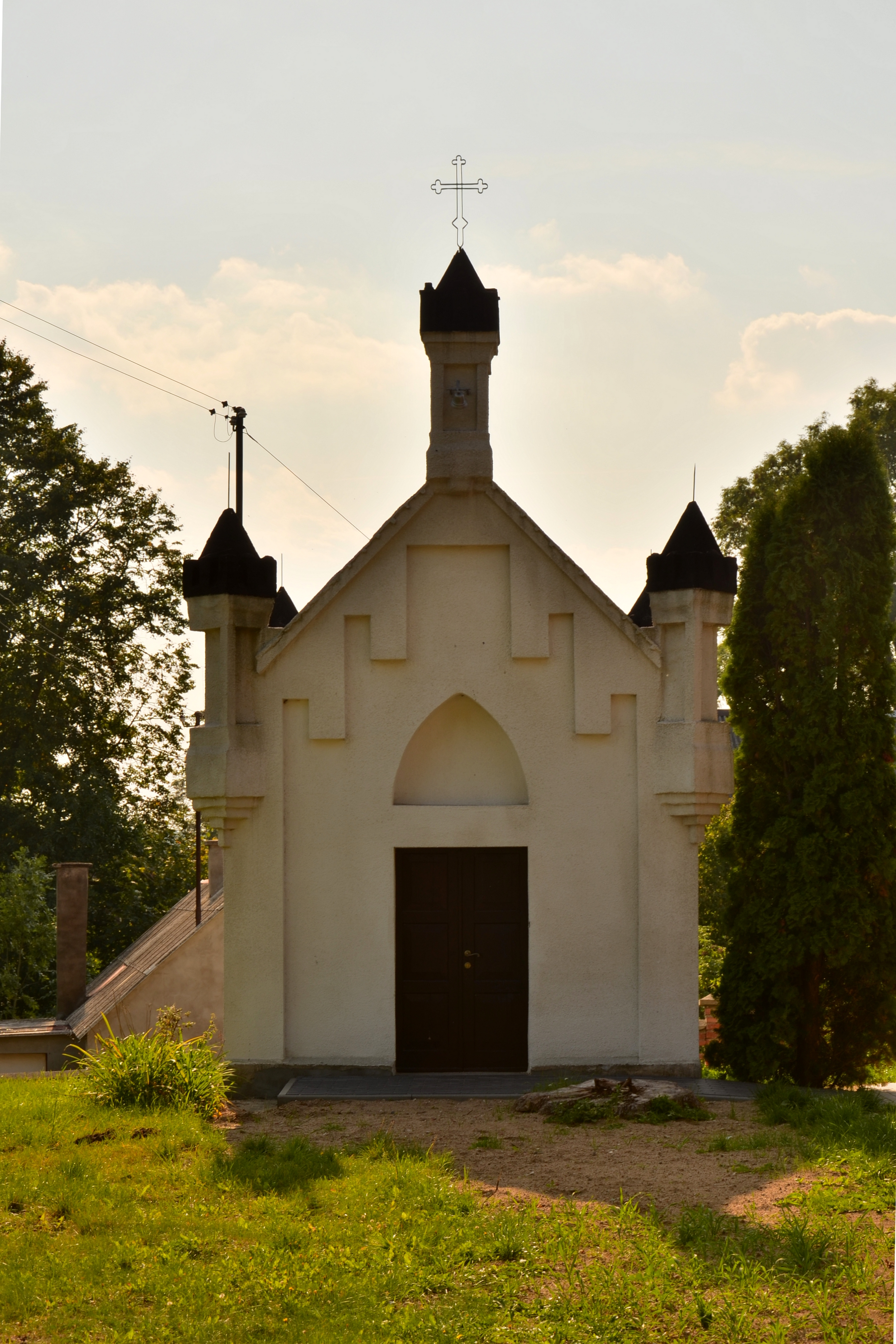
Pręczki, kaplica grobowa Dębińskich

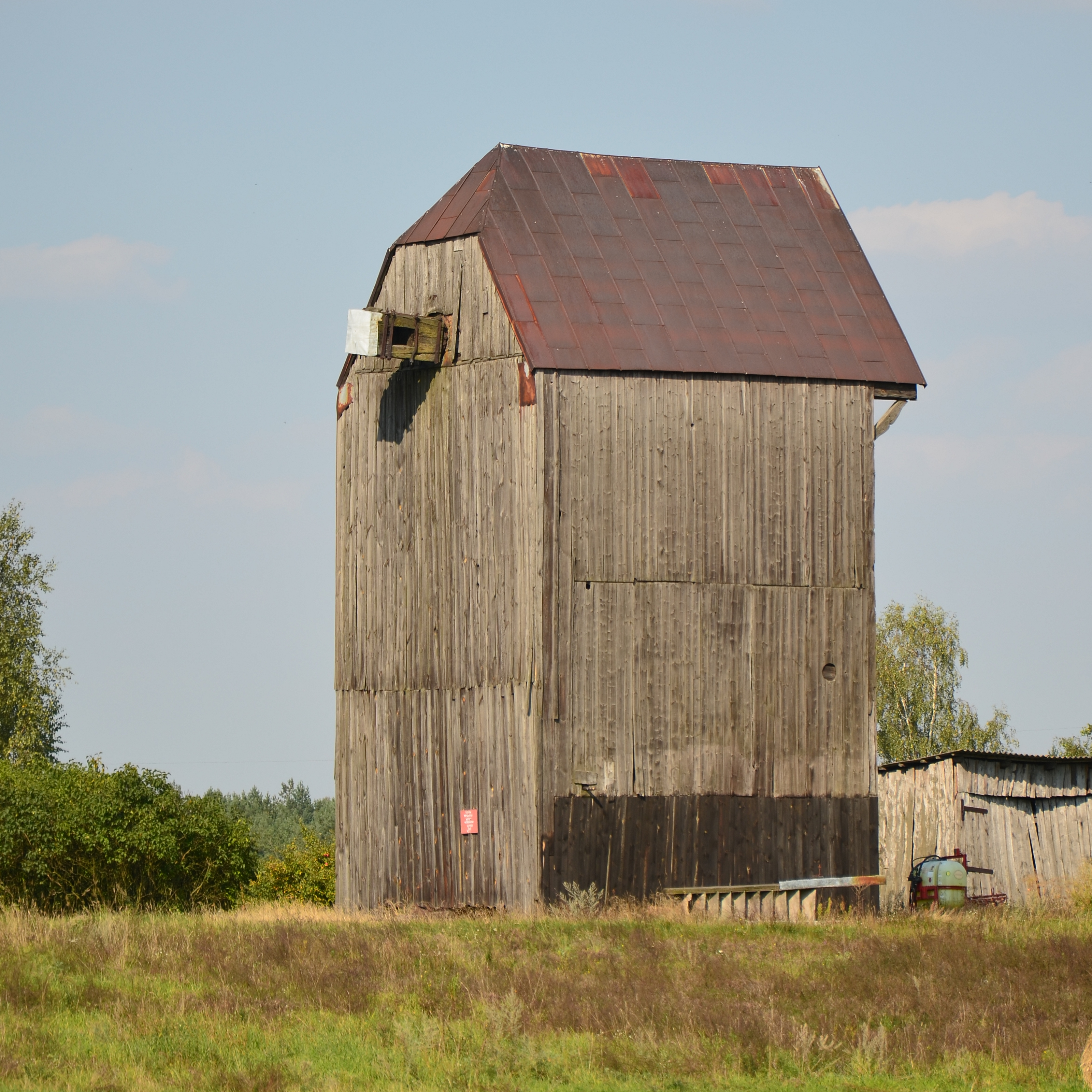
Rogowo-Młynik, wiatrak

Wykaz zarejestrowanych zabytków nieruchomych na terenie gminy:
- kaplica grobowa rodziny Dębińskich, pod wezwaniem św. Erazma z 1895 roku w Pręczkach, nr A/418 z 20.06.1988 roku
- kościół parafii pod wezwaniem św. Bartłomieja z 1878 roku w Rogowie, nr A/419 z 20.06.1988 roku
- drewniany wiatrak koźlak z trzeciego ćwierćwiecza XIX w. w Rogowie, nr 258 z 14.12.1989 roku.

## Miejscowości w gminie Rogowo
WsieBorowo, Brzeszczki Duże, Brzeszczki Małe, Charszewo, Czumsk Duży, Czumsk Mały, Huta, Huta-Chojno, Karbowizna, Kosiory, Lasoty, Lisiny, Ławki, Nadróż, Narty, Nowy Kobrzyniec, Pinino, Pręczki, Reszki, Rogowo, Rogówko, Rojewo, Ruda, Rumunki Likieckie, Seperak, Sosnowo, Stary Kobrzyniec, Szczerby, Świeżawy, Wierzchowiska, Zamość, Zasadki
KolonieNadróż
Osada leśnaUrszulewo

## Sąsiednie gminy
Brzuze, Chrostkowo, Rypin, Skępe, Skrwilno, Szczutowo